# Jurassic World: Die Chaostheorie
Jurassic World: Die Chaostheorie (Originaltitel: Jurassic World: Chaos Theory) ist eine US-amerikanische computeranimierte Fernsehserie, die ein Teil der Jurassic-Park-Filmreihe ist. Die Serie ist eine Fortsetzung von Jurassic World: Neue Abenteuer und spielt vor den Ereignissen des Films Jurassic World: Ein neues Zeitalter. Die erste Staffel wurde am 24. Mai 2024, die zweite am 17. Oktober 2024 und die dritte am 3. April 2025 auf Netflix veröffentlicht. Eine vierte Staffel ist für den 20. November 2025 geplant.

## Handlung

### Staffel 1
Sechs Jahre sind seit der Flucht von Isla Nublar vergangen und Darius und die Anderen haben den Kontakt zueinander verloren, nachdem Brooklynn von einem halb blinden Allosaurus getötet wurde. Darius, der sich wegen Brooklynns Tod schuldig fühlt und sich in eine Berghütte zurückgezogen hat, arbeitet mit dem Dezernat für prähistorische Wildtiere (DPW) zusammen, um den Allosaurus zu fangen, scheitert aber jedes Mal. Eines Abends wird er von Ben in seiner Hütte aufgesucht, der ihm offenbart, dass Brooklynn‘s Tod kein Unfall war und jemand sie verfolgt. Die beiden werden von einem Rudel Atrociraptoren angegriffen, die von einer mysteriösen Trainerin mit einer Pfeife kontrolliert werden. Die beiden können fliehen und machen sich auf den Weg nach Texas, wo Sammy lebt, um sie vor der Gefahr zu warnen und den Aufenthaltsort von Yaz und Kenji zu erfahren.
Bei Sammy treffen Darius und Ben auch auf Bumpy, den Ankylosaurus, den Sammy nach dem Zusammenbruch der Mantah Corp. bei sich aufgenommen hatte. Sie weihen Sammy in die aktuellen Geschehnisse ein und werden anschließend erneut von Atrociraptoren angegriffen. Auf ihrer Flucht fällt Sammy eine Karte von Brooklynn in die Hände, in der sie einige Orte markiert hat. Zusammen machen sie sich auf den Weg zu Kenji. Dieser ist nach wie vor enttäuscht von Darius und lässt ihn dies auch spüren. Das Trio zeigt Kenji die Karte und erfährt, dass Brooklynn seinen unter Hausarrest stehenden Vater Daniel Kon besucht hatte. Kenji hat seit den damaligen Ereignissen keinen Kontakt zu seinem Vater. Ben und Sammy suchen Yaz, während Darius und Kenji Daniel einen Besuch abstatten. Zunächst will Daniel nur gegen eine Gegenleistung von Kenji mit den Informationen rausrücken. Als er jedoch merkt, wie sehr er Kenji in der Vergangenheit verletzt hat, ändert er seine Meinung. Darius und Kenji erfahre, dass Brooklynn Ermittlungen über den illegalen Handel mit Dinosauriern führte und vorhatte ebenfalls sich daran zu bereichern. Sie werden erneut von den Atrociraptoren angegriffen. Daniel opfert sich, so dass Darius und Kenji mit einem unbekannten Retter fliehen können. Dieser stellt sich als Mateo vor, der bei Brooklynns Tod dabei war. Er erzählt den beiden, dass er für das DPW als Fahrer gearbeitet hat und nebenbei bei illegalen Tiertransporte geholfen hat. Bei einem wurde der Allosaurus freigelassen und fiel Brooklynn an. Anschließend hat er seinen Dienst quittiert und hat die Freunde gesucht. Er gibt den beiden ihr Handy zurück. Auf diesem finden Darius und Kenji Brooklynns geheime Wohnung in Colorado. In ihrer Wohnung finden sie einen Sack voll Geld, der von Daniel stammt, sowie Brooklynns Recherchen über die Website Dark Jurassic. Außerdem entdecken sie auf dem Handy ein Video, welches Brooklynns letzte Sekunden vor ihrem Tod zeigt. Des Weiteren wird offenbart, dass Darius sich nach der Trennung von Kenji in Brooklynn verliebt hat. Auf ihrem Laptop finden sie weitere Hinweise, wo illegale Dinosaurier-Transport stattfinden sollen. Sie folgen der Spur und landen im DPW-Hauptquartier.
Ben und Sammy sind währenddessen auf dem Weg zur Yaz. Unterwegs retten sie drei Stygimolochs die von einem Betreuer misshandelt wurden. Auf einer dinosaurierfreien Insel studiert Yaz. Diese leidet seit der Ankunft der Dinosaurier auf dem Festland unter PTBS, was die Beziehung zu Sammy belastet. Nachdem sie die Wahrheit über Brooklynns Tod enthüllt haben, fühlte sich Yaz auf der Insel sicher und möchte nicht mit den anderen Weg gehen. Sammy ist von Yaz Reaktion enttäuscht und stellt die Beziehung in Frage. Sie werden jedoch von Becklespinaxe angegriffen, die auf der Insel eingedrungen sind. Dadurch werden Ben, Yaz und Sammy daran gehindert vom Campus zu fliehen. Als das DPW eintrifft, schießen diese nicht auf die Dinosaurier, sondern auf Bens Fahrzeug, wodurch die drei von einer Brücke stürzen. In letzter Sekunde können sie sich retten und verfolgen das DPW. Sie landen im DPW-Hauptquartier und entdecken, dass der Chef des DPW, Dudley Cabrera, heimlich Dinosaurier schmuggelt. Nachdem sie Cabrera ausgeschaltet haben, findet das Trio Bumpy in dem Container und kann sie aufgrund ihres seltsamen Verhaltens nicht befreien. Es stellt sich heraus, dass Bumpy Nachwuchs erwartet.
Darius und Kenji treffen im DPW-Hauptquartier auf Ben, Sammy und Yaz. Gemeinsam stellen sie fest, dass Brooklynn mit dem Geld von Daniel den Allosaurus kaufen wollte. Sie werden von Cabrera in die Enge getrieben. Dieser enthüllt, dass er den Allosaurus nur geschickt hatte, um Brooklynn zu erschrecken, aber ihr Tod war nicht Teil seines Plans. Vielmehr stellt sich heraus, dass die mysteriöse Trainerin Brooklynn mit ihrem Rudel Atrociraptoren getötet hatte, denn durch Brooklynns Taten drohte der Schmugglerring, der von einer Person namens The Broker betrieben wird, aufzufliegen. Die Freunde können sich jedoch in Sicherheit bringen. Daraufhin müssen sie mit ansehen, wie die mysteriöse Trainerin die Atrociraptoren auf Cabrera hetzte. Anschließend versuchen die Atrociraptoren auch die Freunde zu jagen, jedoch können diese durch ein Ablenkungsmanöver von Mateo gerettet werden. Dadurch werden mehrere Dinosaurier befreit und es kommt zu einem gewaltigen Chaos, in dem die mysteriöse Trainerin mit ihren Atrociraptoren verschwinden kann. Außerdem können einige Dinosaurier auf ein Frachtschiff gebracht werden, welches zu dem The Broker gebracht werden. Darius und seine Freunde beschließen sich an Bord des Schiffes zu schleichen, um mehr über den The Broker zu erfahren und ihm das Handwerk zu legen. An einem anonymen Ort erhält Brooklynn, die das Unglück überlebt hat, die Information, dass Cabrera tot sei. Außerdem hat sie eine Ermittlungsgruppe gegen den Schmugglerring aufgebaut.

### Staffel 2
Darius und seine Freunde verstecken sich auf dem Frachtschiff. Das DPW wurde nach dem Tod von Cabrera aufgelöst. Als die Gruppe vom Frachtführer Captain Lang entdeckt wird, können sie zusammen mit der Kiste mit Bumpys Eiern auf ein Rettungsboot flüchten. Sie stranden in Senegal und treffen auf Zayna und ihre Mutter Aminata Mballo, die eine Farm betreiben. Darius und die anderen stoßen auch auf Dinosaurier, die sich in Afrika niedergelassen haben. Ben währenddessen entdeckt Brooklynn in einem aktuellen Video der Bürgerwehr Dinosaur Liberation Now (DLN). Er verschweigt den anderen anschließend, dass Brooklynn am Leben ist. Die Freunde machen sich zusammen mit Zayna flussaufwärts auf die Suche, woher die Dinosaurier kommen. Auf dem Weg gerät die Gruppe des Öfteren in Gefahr, wodurch ihnen auch der Koffer mit den Eiern abhandenkommt. Kenji begibt sich dabei mehrmals in Lebensgefahr. Die anderen sind von seiner Reaktion irritiert, aber Kenji kommt mit dem Verlust von Brooklynn und seinem Vater nicht zurecht.
In Rückblenden wird gezeigt wie Brooklynn den Angriff überlebt hat und dabei ihren linken Unterarm verloren hat. Sie wurde damals von Ronnie, die ehemalige Chefin von Darius beim DPW, gerettet. Brooklynn lässt die Welt glauben, dass sie tot ist, während sie sich erholt. Brooklynn plant, ihr Überleben ihren Freunden und ihrer Familie zu offenbaren, ändert aber ihre Meinung, nachdem sie einen weiteren Angriff entkommen ist. Sie schließt sich dem DLN an, um Dinosaurierfarmen zu überfallen. Dabei entdeckt sie, dass alle Farmen aus Dubai angeflogen werden. Sie macht sich auf den Weg dorthin und trifft auf Soyona Santos, die sich als The Broker herausstellt. Diese weiß über Brooklynns wahre Identität Bescheid und will sie töten, aber Brooklynn schlägt ihr eine Zusammenarbeit vor. Um sich das Vertrauen zu erhalten, begleitet sie Santos nach Senegal.
Darius, Kenji, Yaz, Sammy und Zayna finden eine verlassene Hühnerfarm, die der Eingang zu einer geheimen unterirdischen Anlage ist. Dort werden unter Dr. Sarr Dinosaurier im Auftrag vom The Broker geklont. Auch Santos und Brooklynn kommen in der Anlage an. Da Dr. Sarr eigene Pläne verfolgt, versucht er Santos zu töten, aber diese wird von Brooklynn gerettet und gewinnt somit das Vertrauen von ihr. Anschließend wird Dr. Sarr von seinen eigenen Dinosaurier getötet. Darius und die anderen werden von Captain Lang gestellt und von einem Atrociraptor angegriffen. Mit Brooklynns Hilfe, die sich heimlich von Santos entfernt hat um Beweisbilder zu machen, wird die Gruppe gerettet. Dabei entdecken Darius und die anderen, dass Brooklynn am Leben ist. Auch Kenji erfährt von ihrem Überleben und das Ben es die ganze Zeit wusste. Er macht Ben schwere Vorwürfe, weil er die Wahrheit verheimlicht hat, während Darius und die anderen sich ebenfalls mit Brooklynns Überleben auseinandersetzen müssen. Als Brooklynn erfährt, dass die Anlage in die Luftgejagt werden soll, löst sie einen Alarm aus, so dass ihre Freunde entkommen können. Santos und Brooklynn machen sich auf den Weg zum Flughafen, da Santos einen neuen Deal mit der Genetikorganisation Biosyn abgeschlossen hat. Darius, Kenji, Yaz und Sammy verabschieden sich von Zayna und holen Brooklynn ein. Die Gruppe bitten sie zu bleiben, aber sie lehnt strikt ab und gibt ihnen Bumpys Ei zurück, bevor sie Santos’ Flugzeug besteigt.

### Staffel 3
Darius, Kenji, Yaz und Sammy sind von Brooklynn‘s Handeln schockiert und geraten über dessen offensichtlichen Verrat in Streit. Sie verfolgen einen Dino-Transporter, der in ein Frachtflugzeug geladen wird, das von dem französischen Geheimdienstagenten Barry Sembène gesteuert wird. Die Freunde schleichen sich ebenfalls in das Flugzeug und werden mit dem Dino und Barry konfrontiert. Durch unglückliche Umstände stürzt das Flugzeug in Dolomiten ab und dir Freunde flüchten zu Bens Freundin Gia. Sie tauchen dort unter und sehen wie das Ei von Bumpy schlüpft. Sie nennen den kleinen Ankylosaurus Smoothie. Als dieser Ausreist machen sie in der Stadt eine Entdeckung über einen Pyroraptor, der die Stadt terrorisiert. Dieser wird von der mysteriösen Trainerin, auch Händlerin genannt, und ihren Atrociraptoren in einen Transportwagen getrieben und wegtransportiert. Darüber hinaus erkennt Darius, dass die mysteriöse Trainerin mit Biosyn zusammenarbeitet und befürchtet, dass Brooklynn in Gefahr sein könnte.
Brooklynn und Santos sind in Malta angekommen, da letztgenannte einen Dinosaurier-Schmuggelhandel mit Unterstützung von Biosyn aufbauen will. Santos trifft sich mit dem Geschäftsführer Lewis Dodgson und übergibt ihm die Kiste mit den Dinosaurier-Eiern. Broklynn, die von Santos eine Armprothese geschenkt bekommen hat, versucht heimlich Informationen über Dodgson herauszufinden und schicken ihre Erkenntnisse an Ben. Währenddessen hat die Händlerin im Auftrag von Dodgson einen Professor der Delaney University töten lassen, der ein Dozent von Ben und Gia war. Dieser war früher Strikt gegen Biosyn, arbeitet jedoch für diese in letzten Monaten. Als Santos von dem Vorfall erfährt, ist sie mehr als wütend und weist die mysteriöse Trainerin in ihre Schranken. Sie stellt auch Dodgson zur Rede. Dieser verlangt jedoch, dass sie sowohl Maisie Lockwood als auch einen halbwüchsigen Velociraptor als Teil ihrer Abmachung einfängt. Santos zweifelt an Dodgson Loyalität und schickt Brooklynn auf den Schwarzmarkt in Malta, um diesen auszuspionieren. Dort macht Brooklynn die Bekanntschaft mit Davi, ein Undercover-Journalist, der Biosyn entlarven will. Sie versucht Davi davon zu überzeugen sich aus den Recherchen rauszuhalten, da sie ihre eigenen Beweise gesammelt hat, um Santos und ihre Operation zu entlarven. Santos entdeckt ebenfalls Davi und will ihn von der Händlerin töten lassen. Außerdem lässt sie die Atrociraptoren der Händlerin verkaufen.
Die Freunde streiten sich immer wieder über Brooklynn’s Verhalten und Entscheidung Santos zu folgen. Darius, Yaz und Ben wollen Brooklynn helfen, während Sammy und Kenji der Meinung sind, dass diese die Freunde verraten hat. Gerade Yaz und Sammy geraten sehr aneinander und die beiden beschließen ihre Beziehung zu beenden. Darius, Ben und Yaz machen sich auf den Weg nach Malta, während Kenji und Sammy Smoothie in die Vereinigten Staaten zu seiner Mutter bringen wollen. In Malta entdecken Darius, Ben und Yaz den Eingang zum unterirdischen Schwarzmarkt. Sie beobachten mit Entsetzen, wie Dinosaurier missbraucht und ausgebeutet werden. Die Freunde treffen sich mit Broklynn, die um Hilfe bittet, da sie um Davi fürchtet. Die Freunde nehmen Kontakt mit Barry auf, während Brooklynn Davi aufsucht. Die beiden werden von der Händlerin überwältigt. Brooklynn und die Händlerin machen sich auf zu den verkauften Atrociraptoren. Kenji und Sammy treffen währenddessen auf den Pyroraptor und gentechnisch veränderte Heuschrecken. In diesem Zug finden sie einen Tablet-Computer von Biosyn, der ihnen verrät, dass Bumpy in Italien ist.
In Malta treffen Ben, Darius und Yaz auf Davi, der ihnen berichtet, dass Brooklynn vermisst wird. Gemeinsam machen sie sich auf die Suche nach ihr und finden ihre Armprothese sowie einen USB-Stick. Währenddessen führt Brooklynn führt die Händlerin zu den eingesperrten Atrociraptorenund überzeugt sie, dass sie ihre Raptoren endgültig befreien können, wenn sie Santos ausschalten. Die beiden beobachten wie Santos von Barry und Agenten des französischen Geheimdienstes in einen Hinterhalt gelockt und gefangen genommen wird. Jedoch können die gefangenen Dinosaurier vom Schwarzmarkt plötzlich ausbrechen. Dabei werden auch gentechnisch veränderte Heuschrecken freigelassen. Durch die entstandene Panik in der Stadt kann Santos fliehen und versucht an einen Fluchtpunkt zu gelangen, damit sie dort abgeholt werden kann. Sie wird von der Händlerin und Brooklynn verfolgt. Auch Ben, Darius, Yaz und Davi nehmen die Verfolgung auf. Sie alle treffen am Fluchtpunkt aufeinander. Santos versucht mit einem trainierten Carnotaurus die Händlerin und ihre Raptoren auszuschalten. Der Carnotaurus tötet die Händlerin und Brooklynn schaltet daraufhin den Carnotaurus aus. Santos erkennt, dass sie von Brooklynn hintergangen wurde und wird von Barry verhaftet. Die Freunde feiern ihr wiedersehen mit Brooklynn und allen ist klar, dass Biosyn weiterhin die Dinosaurier für ihre Zwecke missbrauchen und steigen in das Flugzeug, welches sie zu Biosyn fliegt. Währenddessen erreichen Kenji und Sammy das Biosyn-Tal.

## Synchronisation
| Rolle                              | Hauptrolle (Folgen) | Nebenrolle (Folgen)              | Originalsprecher         | Deutscher Sprecher        |
| ---------------------------------- | ------------------- | -------------------------------- | ------------------------ | ------------------------- |
| Darius Bowman                      | 1.01–               |                                  | Paul-Mikél Williams      | Linus Drews               |
| Ben Pincus                         | 1.01–               |                                  | Sean Giambrone           | Christian Zeiger          |
| Kenji Kon                          | 1.01, 1.04–         |                                  | Darren Barnet            | Tobias Diakow             |
| Sammy Gutierrez                    | 1.01, 1.03–         |                                  | Raini Rodriguez          | Magdalena Höfner          |
| Yasmina „Yaz“ Fadoula              | 1.01, 1.05–         |                                  | Kausar Mohammed          | Maria Burghardt           |
| Brooklynn                          | 2.01–               | 1.01–1.10                        | Kiersten Kelly           | Lea Kalbhenn              |
| Mateo                              |                     | 1.01, 1.05, 1.07, 1.10           | Eugene Cordero           | René Dawn-Claude          |
| Der Händler / mysteriöse Trainerin |                     | 1.01, 1.05, 1.09–2.01, 3.01–3.10 | Sumalee Montano          |                           |
| Daniel Kon                         |                     | 1.05, 1.07                       | Andrew Kishino           | Thomas Nero Wolff         |
| Dudley Cabrera                     |                     | 1.08–1.10                        | Philip Anthony-Rodriguez | Sebastian Christoph Jacob |
| Ronnie                             |                     | 1.01, 1.10–2.06                  | Carmen Moore             | Isabelle Schmidt          |
| Zayna Mballo                       |                     | 2.02–2.10                        | Anaiya Asomugha          |                           |
| Aminata Mballo                     |                     | 2.02–2.05, 2.10                  | Cherise Booth            |                           |
| Soyona Santos / The Broker         |                     | 2.05–3.10                        | Dichen Lachman           | Marieke Oeffinger         |
| Barry Sembène                      |                     | 3.01, 3.07–3.10                  | Evan Michael Lee         | Sascha Rotermund          |
| Gia                                |                     | 3.02–3.10                        | Beatrice Grannò          |                           |
| Nonna                              |                     | 3.02–3.07                        | Isabella Rossellini      |                           |
| Lewis Dodgson                      |                     | 3.03–3.04                        | Adam Harrington          | Peter Lontzek             |
| Davi                               |                     | 3.05–3.10                        | Marwan Salama            |                           |

## Episodenliste

### Staffel 1
| Nr. (ges.)                                                                        | Nr. (St.) | Deutscher Titel     | Originaltitel            | Regie                       | Drehbuch                  |
| --------------------------------------------------------------------------------- | --------- | ------------------- | ------------------------ | --------------------------- | ------------------------- |
| 1                                                                                 | 1         | Nachbeben           | Aftershock               | Michael Mullen              | Scott Kreamer             |
| 2                                                                                 | 2         | Pinkelpause         | Rest Stop                | Zesung Kang                 | Bethany Armstrong Johnson |
| 3                                                                                 | 3         | Fahrt ins Ungewisse | Down on the Ranch        | Dan Forgione & Zesung Kang  | Travis Gunn               |
| 4                                                                                 | 4         | Brüder              | Brothers                 | Michael Mullen              | Sara Karimipour           |
| 5                                                                                 | 5         | Rehabilitation      | Halfway Home             | Robert Briggs & Zesung Kang | Nick „Rocket“ Rodriguez   |
| 6                                                                                 | 6         | Im freien Fall      | Free Fall                | Dan Forgione                | Travis Gunn               |
| 7                                                                                 | 7         | In jener Nacht      | That Night               | Michael Mullen              | Sara Karimipour           |
| 8                                                                                 | 8         | Die Übergabe        | The Drop                 | Robert Briggs & Zesung Kang | Nick „Rocket“ Rodriguez   |
| 9                                                                                 | 9         | Im Nebel            | Into the Fog             | Dan Forgione                | Annie Arjarasumpun        |
| 10                                                                                | 10        | Kein Zurück mehr!   | The End of the Beginning | Michael Mullen              | Bethany Armstrong Johnson |
| Am 24. Mai 2024 wurden alle Folgen der ersten Staffel bei Netflix veröffentlicht. |           |                     |                          |                             |                           |

### Staffel 2
| Nr. (ges.)                                                                             | Nr. (St.) | Deutscher Titel                   | Originaltitel           | Regie          | Drehbuch                  |
| -------------------------------------------------------------------------------------- | --------- | --------------------------------- | ----------------------- | -------------- | ------------------------- |
| 11                                                                                     | 1         | Über Bord                         | Batten Down the Hatches | Robert Briggs  | Nick „Rocket“ Rodriguez   |
| 12                                                                                     | 2         | Koexistenz                        | The Marooned Five       | Dan Forgione   | Travis Gunn               |
| 13                                                                                     | 3         | Fäden                             | C13v3rGr186             | Michael Mullen | Peter Lee                 |
| 14                                                                                     | 4         | Kleine Planänderung               | The Adjustment          | Robert Briggs  | Sara Karimipour           |
| 15                                                                                     | 5         | Unruhiges Fahrwasser              | Troubled Waters         | Dan Forgione   | Nick „Rocket“ Rodriguez   |
| 16                                                                                     | 6         | Flussaufwärts                     | Up the River            | Michael Mullen | Annie Arjarasumpun        |
| 17                                                                                     | 7         | Eine lange Nacht                  | All Night Long          | Robert Briggs  | Travis Gunn               |
| 18                                                                                     | 8         | Wer solche Freunde hat … – Teil 1 | Lab Partners: Part 1    | Dan Forgione   | Sara Karimipour           |
| 19                                                                                     | 9         | Wer solche Freunde hat … – Teil 2 | Lab Partners: Part 2    | Michael Mullen | Peter Lee                 |
| 20                                                                                     | 10        | Wieder vereint                    | Reunion                 | Robert Briggs  | Bethany Armstrong Johnson |
| Am 17. Oktober 2024 wurden alle Folgen der zweiten Staffel bei Netflix veröffentlicht. |           |                                   |                         |                |                           |

### Staffel 3
| Nr. (ges.)                                                                          | Nr. (St.) | Deutscher Titel                  | Originaltitel         | Regie          | Drehbuch                |
| ----------------------------------------------------------------------------------- | --------- | -------------------------------- | --------------------- | -------------- | ----------------------- |
| 21                                                                                  | 1         | Harte Landung                    | Excess Baggage        | Dan Forgione   | Nick „Rocket“ Rodriguez |
| 22                                                                                  | 2         | Willkommen in der Villa Paradiso | Villa Paradiso        | Michael Mullen | Travis Gunn             |
| 23                                                                                  | 3         | Das Spiel der Königin            | The Queen’s Court     | Robert Briggs  | Annie Arjarasumpun      |
| 24                                                                                  | 4         | Seitenwechsel                    | Fire in the Piazza    | Dan Forgione   | Sara Karimipour         |
| 25                                                                                  | 5         | Zerreißprobe                     | Boiling Over          | Michael Mullen | Nick „Rocket“ Rodriguez |
| 26                                                                                  | 6         | Pakt mit dem Teufel              | Undercover            | Robert Briggs  | Peter Lee               |
| 27                                                                                  | 7         | Schwere Entscheidungen           | Decisions, Decisions… | Dan Forgione   | Travis Gunn             |
| 28                                                                                  | 8         | Kein Entkommen                   | No Escape             | Michael Mullen | Sara Karimipour         |
| 29                                                                                  | 9         | Plan B                           | Active Pursuit        | Robert Briggs  | Nick „Rocket“ Rodriguez |
| 30                                                                                  | 10        | Auf ein Neues                    | Morituri Te Salutant  | Dan Forgione   | Annie Arjarasumpun      |
| Am 3. April 2025 wurden alle Folgen der dritten Staffel bei Netflix veröffentlicht. |           |                                  |                       |                |                         |